# Rosel Zech
Rosel Zech, nome completo Roselie Helga Lina (Berlino, 7 luglio 1940 – Berlino, 31 agosto 2011), è stata un'attrice tedesca di cinema e teatro, particolarmente legata al movimento "Autorenkino" ("Nuovo cinema tedesco" d'autore), iniziato negli anni '70. 
È nota in Italia soprattutto per l'interpretazione dei film Veronika Voss e Lola di Rainer Werner Fassbinder. Inoltre la si ricorda per il ruolo della Reverenda Madre Elisabeth Reuter nella serie televisiva tedesca Un ciclone in convento, trasmessa in Italia da Rai 1.

## Biografia
Rosel Zech è nata a Berlino, figlia di un barcaiolo e di una sarta, crebbe a Hoya. Dopo il liceo, ha frequentato la Scuola di recitazione Max Reinhardt di Berlino, ma l'ha lasciata poco dopo.

## Carriera
Debutta in teatro nel 1970. La sua interpretazione di Hedda in Hedda Gabler di Ibsen le frutta il premio come migliore attrice tedesca nel 1977. Debutta nel cinema nel 1973 diretta da Ulli Lommel in La tenerezza del lupo e si distingue nel 1975 in Ice age di Zadeck per l'interpretazione di un'infermiera amica dell'ex collaboratore nazista Knut Hamsum. Negli anni ottanta arriva la notorietà internazionale: è diretta, infatti, da Rainer Werner Fassbinder dapprima in Lola nel 1981 e poi, da protagonista, in Veronika Voss (1982), ritratto di una celebre attrice dell'UFA.
L'attrice ha continuato a lavorare nel cinema tedesco, in Odds and Ends di Alexander Kluge del 1987, The Blind Director del 1985 e The Assault of Present on the Rest of Time, così come in A Runaway Horse di Peter Beauvais del 1986. È stato con Salmonberries di Percy Adlon (1993) che, però, il pubblico statunitense ha conosciuto Rosel Zech. Il tema della Germania nazista ritorna nel 1995 nel film Ade diretto da Herbert Achternbusch, in cui il ricordo personale e il senso di colpa riaprono le ferite di quel capitolo buio nella storia dell'umanità. In seguito la Zech è apparsa in Aimée e Jaguar del 2000, diretta da Max Färberböck. Ambientata durante l'Olocausto, la storia è incentrata sulla storia d'amore impossibile tra due donne durante la seconda guerra mondiale.
Rosel Zech è morta per tumore osseo a Berlino il 31 agosto 2011 a 71 anni; è sepolta nel cimitero della città.

## Filmografia

### Cinema
- La tenerezza del lupo (Die Zärtlichkeit der Wölfe), regia di Ulli Lommel (1973)
- Eiszeit, regia di Peter Zadek (1975)
- Il morbo di Amburgo (Die Hamburger Krankheit), regia di Peter Fleischmann (1979)
- Mosch, regia di Tankred Dorst (1980)
- Lola, regia di Rainer Werner Fassbinder (1981)
- Heute spielen wir den Boß, regia di Peer Raben (1981)
- Veronika Voss (Die Sehnsucht der Veronika Voss), regia di Rainer Werner Fassbinder (1982)
- Der Angriff der Gegenwart auf die übrige Zeit, regia di Alexander Kluge (1985)
- Vermischte Nachrichten, regia di Alexander Kluge (1986)
- Herz mit Löffel, regia di Richard Blank (1987)
- Bei mir liegen Sie richtig, regia di Ulrich Stark (1990)
- Salmonberries - a piedi nudi nella neve (Salmonberries), regia di Percy Adlon (1991)
- Mr. Bluesman, regia di Sönke Wortmann (1993)
- Hades, regia di Herbert Achternbusch (1995)
- Der Schlüssel, regia di Su Turhan - cortometraggio (1998)
- Aimée & Jaguar, regia di Max Färberböck (1998)
- Väter, regia di Dani Levy (2002)
- Anatomy 2 (Anatomie 2), regia di Stefan Ruzowitzky (2003)
- Kammerflimmern, regia di Hendrik Hölzemann (2004)

### Televisione
- Der Pott, regia di Peter Zadek - film TV (1971)

- Motiv Liebe - serie TV, episodi 2x11 (1972)
- Kleiner Mann - was nun?, regia di Peter Zadek - film TV (1973)
- Die Möwe, regia di Peter Zadek - film TV (1974)
- Geburtstage - serie TV, episodi 1x6 (1976)
- Die Geisel, regia di Peter Zadek - film TV (1977)
- Die Vorstadtkrokodile, regia di Wolfgang Becker - film TV (1977)
- Hedda Gabler, regia di Peter Zadek - film TV (1978)
- Verführungen, regia Michael Verhoeven - film TV (1979)
- Die Jahre vergehen, regia di Peter Keglevic (1980)
- Der nächste, bitte, regia di Michael Günther - film TV (1981)
- Die Knapp-Familie - serie TV, 5 episodi (1981-1983)
- Mascha, regia di Hans-Eberhard Quelle - film TV (1983)
- Die Geschwister Oppermann - serie TV, episodi 1x1-1x2-1x3 (1983)
- Julia, regia di Wolfgang Glück - film TV (1984)
- Ein fliehendes Pferd, regia di Peter Beauvais - film TV (1985)
- Betrogene Liebe, regia di Diethard Klante - film TV (1986)
- Nebel im Fjord, regia di Eberhard Itzenplitz - film TV (1987)
- Dortmunder Roulette - serie TV (1988)
- Die Bombe, regia di Christian Görlitz - film TV (1988)
- Die Bertinis - serie TV, episodi 1x3-1x5 (1988)
- Hemingway - miniserie TV, 4 episodi (1988)
- Fabrik der Offiziere - miniserie TV, 4 episodi (1989)
- L'Ispettore Derrick (Derrick) - serie TV, episodi 20x5 (1993)
- Der rote Vogel - miniserie TV, episodi 1x1-1x2 (1993)
- Polizeiruf 110 - serie TV, episodi 23x5 (1994)
- L'amore oltre - Fra la vita e la morte (Das Baby der schwangeren Toten), regia di Wolfgang Mühlbauer - film TV (1994)
- Schade um Papa - serie TV (1995)
- Dicke Freunde, regia di Horst Königstein - film TV (1995)
- Neben der Zeit, regia di Andreas Kleinert - film TV (1995)
- Ärzte - serie TV, 4 episodi (1994-1996)
- Die Geliebte - serie TV (1996)
- Lea Katz - Die Kriminalpsychologin: Das wilde Kind, regia di Konrad Sabrautzky - film TV (1997)
- Terror im Namen der Liebe, regia di Bodo Fürneisen - filmTV (1997)
- Die letzte Rettung, regia di Sigi Rothemund - film TV (1997)
- Stefanie (Für alle Fälle Stefanie) - serie TV, episodi 4x15 (1998)
- Siska - serie TV, episodi 2x4 (1999)
- Morgen gehört der Himmel dir, regia di Ute Wieland - film TV (1999)
- Un caso per due (Ein Fall für zwei) - serie TV, episodi 19x9 (1999)
- Oh, du Fröhliche, regia di Peter Weissflog - film TV (2000)
- Ein unmöglicher Mann - miniserie TV, 5 episodi (2001)
- Große Liebe wider Willen, regia di Brigitte Müller - film TV (2001)
- Das Schneeparadies, regia di Erwin Keusch - film TV (2001)
- Im Visier der Zielfahnder - serie TV, episodi 1x1 (2002)
- Der letzte Zeuge - serie TV, episodi 4x3 (2002)
- Zwei Affären und eine Hochzeit, regia di Michael Keusch - film TV (2002)
- Weißblaue Wintergeschichten - serie TV, episodi 1x1-1x12 (1994-2002)
- Der Auftrag - Mordfall in der Heimat, regia di Erwin Keusch - film TV (2003)
- Plötzlich wieder 16, regia di Andi Niessner - film TV (2003)
- Stubbe - Von Fall zu Fall - serie TV, episodi 1x25 (2003)
- Tatort - serie TV, 6 episodi (1973-2004)
- Il commissario Köster (Der Alte) - serie TV, 6 episodi (1986-2004)
- Rosamunde Pilcher - serie TV, episodi 1x54 (2005)
- K3 - Kripo Hamburg - serie TV, episodi 1x3 (2005)
- In Liebe eine Eins, regia di Hartmut Griesmayr - film TV (2005)
- Papa und Mama - serie TV, episodi 1x1-1x2 (2006)
- Mr. Nanny - Ein Mann für Mama, regia di Oliver Dommenget - film TV (2006)
- Miss Agathe - Con lei non si scherza (Agathe kann's nicht lassen) - serie TV, episodi 2x1 (2006)
- Annas Alptraum kurz nach 6, regia di Roland Suso Richter - film TV (2007)
- Späte Aussicht, regia di Sylvia Hoffmann - film TV (2007)
- La nave dei sogni (Das Traumschiff) - serie TV, episodi 1x57 (2008)
- Einsatz in Hamburg - serie TV, episodi 1x10 (2008)
- Donna Leon - serie TV, episodi 7x2 (2008)
- Die Rebellin - miniserie TV (2009)
- Der Schwarzwaldhof - serie TV, episodi 1x1-1x2 (2008-2009)
- Schicksalsjahre - serie TV (2011)
- Un ciclone in convento (Um Himmels Willen) - serie TV, 129 episodi (2002-2011)